# Municipio de Pantepec (Chiapas)
El municipio de Pantepec es uno de los 124 municipios en que se encuentra dividido el estado mexicano de Chiapas. Se encuentra al norte del estado, y su cabecera es la población de Pantepec.

## Geografía
Pantepec chiapas se encuentra localizado al norte del territorio del estado de Chiapas, en la región denominada como Región V Norte. Su extensión territorial es de 106.025 kilómetros cuadrados que representan el 0.14% de la extensión del territorio estatal. Sus coordenadas geográficas extremas son 17°6′ - 17°17′ de latitud norte y 92°57′ - 93°8′ de longitud oeste y su altitud va desde un mínimo de 800 hasta un máximo de 2200 metros sobre del nivel del mar.
El municipio limita al noroeste con el municipio de Chapultenango, al noreste con el municipio de Ixhuatán, al este con el municipio de Tapilula y el municipio de Rayón, al sureste con el municipio de Jitotol y el municipio de Bochil, al suroeste con el municipio de Coapilla y finalmente al oeste con el municipio de Tapalapa.

## Demografía
De acuerdo a los resultados del Censo de Población y Vivienda realizado en 2010 por el Instituto Nacional de Estadística y Geografía, la población total del municipio de Pantepec es de 10 870 habitantes.
La densidad poblacional del municipio es de 102.52 habitantes por kilómetro cuadrados.

### Localidades
En el censo de 2020 el municipio de Pantepec contaba con 47 localidades.
| Código INEGI      | Localidad         | Población (2020) |
| ----------------- | ----------------- | ---------------- |
| 070670001         | Pantepec          | 1 924            |
| 070670010         | El Carrizal       | 1 077            |
| Otras localidades | Otras localidades | 9 265            |
| Total municipal   | Total municipal   | 12 266           |

## Política

### Representación legislativa
Para la elección de diputados locales al Congreso de Chiapas y de diputados federales a la Cámara de Diputados federal, el municipio de Pantepec se encuentra integrado en los siguientes distritos electorales:
Local:
- Distrito electoral local 11 de Chiapas con cabecera en Bochil.[7]

Federal:
- Distrito electoral federal 4 de Chiapas con cabecera en Pichucalco.[8]